# Polyommatus semiarcuata
Polyommatus semiarcuata är en fjärilsart som beskrevs av Courvoisier 1903. Polyommatus semiarcuata ingår i släktet Polyommatus och familjen juvelvingar. Inga underarter finns listade i Catalogue of Life.